# 6형 순항전차 A15 크루세이더
6형 순항전차 A15 크루세이더(영어: Cruiser, Mk VI Crusader (A15))는 제2차 세계 대전 당시 영국이 운용하던 순항전차이다. 또한 마틸다 보병전차와 함께 북아프리카 전선 주력전차로 배치되었으며, 가장 많이 영국 본토내에 배치됐던 전차이다. 그러나 독일군 전차보다는 화력과 장갑이 떨어졌다.

## 역사
제2차 세계대전 이전 영국의 전차 개발은 순항전차와 보병전차로 분류될 수 있었다. 보병전차는 중장갑전차로서 대전차 포격과 돌파력을 필요로 하였으며 보병과 함께 작전해야 했으므로 빠른 속력이 필요치 않았다. 순항전차는 이와는 반대로 기동력으로 보병전차가 돌파한 구역을 따라 빠르게 진격하거나 전선을 우회하는 역할이었으며 비교적 경무장/경장갑이었다. 1938년 신형 순항전차 A13 코베난터의 개발이 시작되었는데 이때 포탑의 설계를 맡은 너필드 사가 코베난터에 기반한 독자적인 순항전차 개발을 병행하였다가 A13 코베난터의 결함으로 인해 영국 본토에만 배치되면서 너필드 사의 설계가 A15라는 제식명을 받고 크루세이더 전차라는 이름으로 생산이 시작되었다. 당시 영국군의 표준형 대전차포였던 2파운드 전차포를 갖추었으며 대전중 6파운드 전차포로 대체되었다.

## 활약
전간기 영국의 전차 설계 사상으로 인해 미약한 화력과 장갑의 제한이 있었음에도 불구하고 빠른 속력으로 인해 아프리카의 영국군 주력 전차로 사용되었으며 1942년부터 미국에서 공여된 M4 셔먼과 M3 리 등의 전차로 대체되어 1943년 이후에는 훈련용으로만 사용되었다.